# Rogue (Marvel Comics)
Rogue (Anna Marie) is een fictieve superheld uit de strips van Marvel Comics. Ze werd bedacht door Chris Claremont en Michael Golden, en verscheen voor het eerst in Avengers Annual #10 (augustus 1981).
Rogue is een mutant, maar haar gaven zijn een vloek voor haar. Indien ze lichamelijk contact maakt met iemand absorbeert ze diens fysieke kracht en herinneringen. Indien ze een andere mutant aanraakt verkrijgt ze zo tijdelijk de gaven van die mutant. Eenmaal absorbeerde ze per ongeluk permanent de krachten van de superheld Ms. Marvel, en later die van de mutant Sunfire. Dit maakt dat Rogue nu ook over andere superkrachten beschikt.
Rogue was eerst een tijdje lid van de Brotherhood of Mutants, aangezien haar adoptiemoeder Mystique hier ook lid van was. Later kwam ze bij de X-Men.

## Biografie
Rogue is uniek onder de X-men, in die zin dat haar echte naam en geschiedenis pas 20 jaar na haar introductie in de strips werden onthuld. Tot die tijd werden alleen af en toe hints gegeven, maar die spraken elkaar nogal tegen. In X-Men Unlimited #4, stelde schrijver Scott Lobdell dat Rogue wegliep van haar vader toen haar mutantkrachten zich begonnen te ontwikkelen, maar in Uncanny X-Men #182 wordt vermeld dat Rogue haar vader nooit had gekend.
Uiteindelijk werd Rogue's verleden verteld in een stripserie over haar die begon in september 2004, geschreven door Robert Rodi.

### Jonge jaren
Eén ding hebben alle versies betreffende Rogue’s verleden gemeen. Ze beginnen in Caldecott County, een fictieve county van Mississippi. In Rogue #2 wordt vermeld dat haar ouders, Owen en Priscilla, al vroeg in hun relatie trouwden, maar het huwelijk bleek onstabiel. Priscilla was zeer geïnteresseerd in de rituelen van de Oorspronkelijke Inwoners van Amerika. Maar tijdens het zelf uitvoeren van zo'n ritueel kwam ze om, waarna haar dochter, Anna Marie, werd opgevoed door haar jongere zus Carrie.
Carrie was een strenge en autoritaire opvoeder, en Anna Marie een rebels kind. Anna Marie's slechte relatie met haar vader, gecombineerd met het strenge gezag van haar tante, zette haar ertoe aan om op jonge leeftijd weg te lopen. Ze nam hierna de naam “Rogue” aan. Niet veel later werd ze gevonden door Mystique, die haar op advies van haar vriendin Destiny opzocht en haar adoptiemoeder werd.
Op een gegeven moment werd Rogue verliefd op een jongen genaamd Cody Robbins. Maar toen ze hem voor het eerst kuste, werden ook haar mutantkrachten voor het eerst actief. Dit resulteerde erin dat Cody in een coma belandde waar hij niet meer uit ontwaakte, en Rogue getraumatiseerd achterbleef.

### Brotherhood of Mutants
Nadat Rogue's mutatie zich begon te ontwikkelen, probeerde Mystique haar ertoe aan te zetten deel te nemen aan haar terroristische activiteiten als lid van de Brotherhood of Mutants. Rogue was eerst niet geïnteresseerd omdat ze een normaal leven wilde, maar na een incident waarin ze energie van een jongen genaamd Freddy absorbeerde toen die haar uitdaagde hem te kussen gaf ze de hoop op een normaal leven op.
Gedurende haar tijd bij de Brotherhood ontmoette Rogue ook de mutant Blindspot, die de gave had om de geheugens van anderen te wissen via lichamelijk contact. Haar gave en die van Rogue bleken elkaar op te heffen waardoor de twee elkaar wel konden aanraken zonder gevolgen. Toen Mystique de samenwerking met Blindspot ophief, wiste die alle herinneringen aan haar uit bij zowel Mystique als Rogue.
In het begin probeerde Destiny Rogue niet te betrekken bij de gevaarlijkere activiteiten van de Brotherhood. Maar toen Destiny een voorspelling kreeg dat Ms. Marvel een bedreiging voor Rogue vormde, ging Rogue er in haar eentje op uit om haar te confronteren. Bij deze confrontatie absorbeerde ze Ms. Marvels krachten. Er ging echter iets mis bij de absorptie, waarschijnlijk omdat Ms. Marvel's krachten niet van mutatie kwamen maar een buitenaardse oorsprong hadden. De overdracht werd permanent en Ms. Marvels geheugen werd volledig gewist omdat Rogue ook haar herinneringen absorbeerde.
Hoewel Professor X later Ms. Marvels geheugen gedeeltelijk wist te herstellen, kon hij niet geheel ongedaan maken wat Rogue had gedaan. Ondertussen gebruikte Rogue haar nieuwe krachten om de gaven van Captain America te absorberen en The Avengers te bevechten. Tijdens een later conflict met de X-Men absorbeerde ze Storms krachten, maar kon die niet beheersen.
Rogue's persoonlijkheid begon langzaam te veranderen toen ze per ongeluk Rom the Spaceknight aanraakte en een deel van zijn nobelheid absorbeerde. Later gaf Mystique haar de opdracht om de krachten en herinneringen van Angel te absorberen in de hoop zo te ontdekken waar de X-Men zich schuilhielden, maar Rogue weigerde uit angst voor wat absorptie van een fysieke mutatie (Angels vleugels) tot gevolg zou kunnen hebben.

### X-Men
Hoe vaker Rogue haar krachten gebruikte, des te meer kreeg ze herinneringen van andere mensen binnen. Bang dat ze zo haar persoonlijkheid zou verliezen en gek zou worden, ging ze naar Professor X voor hulp. Hoewel Charles Xavier haar welkom heette, moesten de andere X-Men niets van haar hebben. Xavier onderzocht haar, en maakte haar deel van de X-Men. Dit leidde ertoe dat sommige leden dreigden op te stappen als Rogue bleef. Maar langzaamaan won ze het vertrouwen van het team.
Rogue kampte echter nog steeds met de herinneringen van Ms. Marvel. Uiteindelijk werden deze herinneringen van haar gescheiden toen ze door een mystieke poort genaamd de Siege Perilous viel. Maar als bijwerking namen deze herinneringen de vorm aan van een tweede Ms. Marvel. Uit angst voor haar absorbeerde Rogue de krachten van de mutant Gateway en teleporteerde naar het woeste land (Savage Land), waar ze geen krachten bleek te hebben. Hier vond haar laatste gevecht plaats met de tweede Ms. Marvel, wat onderbroken werd door Magneto die Rogue's leven redde door de Ms. Marvel te vernietigen. Hij hoopte Rogue zo aan zijn kant te krijgen, maar nadat hij de priesteres Zaladane doodde keerde ze zich weer tegen hem.
Uiteindelijk werd bekendgemaakt dat Rogue's adoptiemoeder Mystique zelf twee zonen had. De inmiddels overleden mutanthater Graydon Creed, en Rogue's teamgenoot Nightcrawler. Om die reden beschouwden Nightcrawler en Rogue elkaar als broer en zus.

### X-Treme X-Men-team
Rogue werd lid van het X-Treme X-Men team geleid door Storm. Rond dezelfde tijd begonnen veel mutanten extra mutaties te ondergaan. De mutant Sage hielp Rogue om haar tweede mutatie versneld plaats te laten vinden. Als gevolg van deze extra mutatie kon Rogue alle krachten die ze ooit had geabsorbeerd beheersen en werd een van de sterkste mutanten op Aarde. Deze nieuwe krachten hielpen haar in gevecht met de alien Vargas, die in een van Destiny's dagboeken de voorspelling had gelezen dat Rogue hem zou doden. Dit gebeurde uiteindelijk ook.
Rogue verloor tijdelijk haar krachten. Uiteindelijk keerden ze op natuurlijke wijze terug, maar de krachten die ze van Ms. Marvel had geabsorbeerd waren voorgoed verdwenen. Terwijl ze op een missie was om een jonge mutant te redden van haar gaven absorbeerde ze per ongeluk wat herinneringen van haar tante Carrie en leerde eindelijk wat er met haar moeder was gebeurd. Het ritueel waar haar moeder jaren terug aan deelnam had haar naar een droomwereld genaamd de Far Banks gestuurd. Rogue kwam de geest van haar moeder tegen en hielp haar te ontsnappen.
Op een reis naar Japan ontdekten Rogue en de mutant Sunfire dat Rogue's voormalige vriend en teamgenoot Blindspot allebei hun geheugens had gewist. Rogue absorbeerde later per ongeluk permanent de gaven van Sunfire. Terug in de X-Men school ontdekte ze dat de nieuwe student Foxx in werkelijkheid Mystique was, die probeerde Rogue en Gambit uit elkaar te halen. Noch Rogue, noch Gambit was dan ook blij met de beslissing dat Mystique mocht blijven als lid van de X-Men.
Toen Havok vertrok om Professor X te helpen bij een missie gaf hij de leiding over zijn team van de X-Men aan Rogue.

## Krachten en vaardigheden
Vanwege haar unieke krachten heeft Rogue over de jaren verschillende gaven gehad:

### Mutantkrachten
Rogue's originele kracht die ze aan haar mutatie te danken heeft is die van energieabsorptie. Ze kan de kracht en ook herinneringen van iedereen met wie ze lichamelijk contact maakt absorberen. Ze neemt zo ook delen van die persoons persoonlijkheid over, en soms zelfs uiterlijke kenmerken. Als ze haar gaven gebruikt tegen een andere mutant, verkrijgt ze tijdelijk diens mutantkrachten.
Deze overdracht van krachten en herinneringen is meestal tijdelijk, tenzij Rogue een slachtoffer te lang vasthoudt. Ook kan Rogue haar gaven nauwelijks beheersen, en treden ze altijd in werking zodra ze iemand aanraakt. De enige uitzondering is als iemand sterk genoeg is om haar te weerstaan.
Er is altijd het gevaar dat de persoonlijkheid van Rogue's slachtoffer haar lichaam overneemt bij de overdracht. Ook is er al meerdere malen gebleken dat zelfs wanneer Rogue de geabsorbeerde krachten en herinneringen weer verliest na een tijdje, er altijd zogenaamde "echo's" van achterblijven in haar hoofd.
Rogue kan de krachten van meerdere mutanten tegelijk absorberen.

### Ms. Marvel-krachten
Als lid van de Brotherhood of Mutants absorbeerde Rogue ooit permanent de krachten van de superheld Ms. Marvel. Deze krachten waren:
- Bovenmenselijke kracht
- Onkwetsbaarheid (behalve in extreme gevallen)
- Vliegen
- Precognitief zesde zintuig
- Weerstand tegen telepathie.

Toen Rogue later haar krachten tijdelijk verloor, gingen Ms. Marvels krachten voorgoed verloren.

### 'X-Treme'-krachten
Tijdens een verhaal getiteld “Maximum Security” absorbeerde Rogue de krachten van een Skrull genaamd Z'Cann. Dit liet Rogue een extra mutatie ondergaan waardoor ze alle krachten die ze in het verleden eens had geabsorbeerd kon gebruiken. Ze had alleen geen controle over welke gave ze wanneer kon gebruiken.
Via meditatie wist Rogue enigszins controle terug te krijgen. Later zorgde de mutant Sage ervoor dat Rogue vroegtijdig haar tweede mutatie onderging, waardoor ze volledige controle kreeg over alle gaven die ze ooit had geabsorbeerd.

### Machteloos
Een tijdje verloor Rogue al haar krachten, inclusief haar mutantkrachten. In deze periode onderging ze gevechtstraining. Ze verkreeg zeer grote gevechtsvaardigheden en wendbaarheid, maar die waren niet bovenmenselijk.
Later keerden haar mutantgaven weer terug, maar alle andere gaven die ze ooit had geabsorbeerd verdwenen voorgoed.

### Sunfire-krachten
Recentelijk absorbeerde Rogue een groot gedeelte van de krachten van de mutant Sunfire. Ze kan nu:
- Intense hitte en vlammen projecteren
- Haar lichaam omgeven met een brandend aura
- Haar kracht naar binnen focussen om zo supersterk te worden.
- Infrarood zicht
- Vliegen

## Rogue's naam
Rogue’s echte naam is lange tijd een groot mysterie geweest, aangezien dit pas in de Rogue stripserie uit 2004 werd onthuld als “Anna-Marie”. In de X-Men films is Rogue’s echte naam Marie D’Ancanto.

## Ultimate Rogue
In het Ultimate Marvel universum is Rogue een 14-jarige gevangene van het Weapon X programma. Nadat ze werd bevrijd sloot ze zich eerst aan bij de Brotherhood of Mutants onder Magneto’s leiding. Later sloot ze zich aan bij de Ultimate X-Men. In deze tijdlijn is haar echte naam “Marian”. Haar achternaam is onbekend.
Ze was lange tijd de vriendin van Iceman, maar kreeg later een relatie met Gambit. Ze hielp Gambit met zijn misdaden en stal de Gem of Cytorrak. Ze kwamen echter Juggernaut tegen, wat resulteerde in een gevecht tussen hem en Gambit.
Toen Gambit blijkbaar stierf kuste Rogue hem nog eenmaal, en absorbeerde daarbij blijkbaar permanent zijn krachten en persoonlijkheid. Ze kon nu ook wel mensen aanraken zonder gevolgen. Pas later kreeg ze toch haar oude gaven terug, en verdwenen die van Gambit.

## Rogue in andere media

### Televisie
- Rogue verscheen in de X-Men animatie serie die liep van (1992-1997), waarin ze een van de belangrijkste leden was. Haar stem werd gedaan door Lenore Zann.
- Rogue verscheen ook in de animatieserie X-Men: Evolution. Haar karakter onderging voor de serie een verandering naar een rebelse, maar van binnen een onzekere Goth. Net als in de strips is ze opgevoed door Mystique en Destiny, maar verliet hen toen ze ontdekte dat ze haar puur verzorgden vanwege haar gaven. Haar stem werd gedaan door Meghan Black.

### Films
Rogue werd gespeeld door Anna Paquin in de drie X-Men-films.
- In X-Men rent Rogue weg van huis nadat haar krachten zich beginnen te ontwikkelen. Ze ontmoet Wolverine en wordt samen met hem naar Xaviers school gebracht. Ze wordt uiteindelijk een pion in Magneto’s plan om alle wereldleiders op een bijeenkomst te veranderen in mutanten.
- In X2, begint Rogue een relatie met Iceman, ondanks dat ze hem niet kan aanraken zonder gevolgen. Tegen het eind van de film worden zij en Iceman lid van de X-Men en krijgen hun uniformen.
- In X-Men: The Last Stand, wordt een medicijn gevonden tegen mutatie. Rogue denkt er sterk over na om dit te nemen zodat ze eindelijk anderen kan aanraken. Aan het eind van de film lijkt ze dit ook gedaan te hebben, maar in een extra scène op de DVD van de film wordt getoond dat ze uiteindelijk de stap toch niet durfde te wagen. Dit is echter een alternatief einde. Rogue raakt namelijk Iceman aan en hij gaat niet dood, ze is haar krachten in het uiteindelijke einde dus wél kwijt.